# Nuevo San Francisco, Tamaulipas
Nuevo San Francisco är en ort i Mexiko.   Den ligger i kommunen Casas och delstaten Tamaulipas, i den centrala delen av landet, 400 km norr om huvudstaden Mexico City. Nuevo San Francisco ligger 263 meter över havet och antalet invånare är 108.
Terrängen runt Nuevo San Francisco är platt söderut, men norrut är den kuperad. Terrängen runt Nuevo San Francisco sluttar västerut.  Trakten runt Nuevo San Francisco är nära nog obefolkad, med mindre än två invånare per kvadratkilometer. Närmaste större samhälle är Campo Número Tres, 17,6 km norr om Nuevo San Francisco. I omgivningarna runt Nuevo San Francisco växer huvudsakligen savannskog.